# کریستین اوانجلیستا

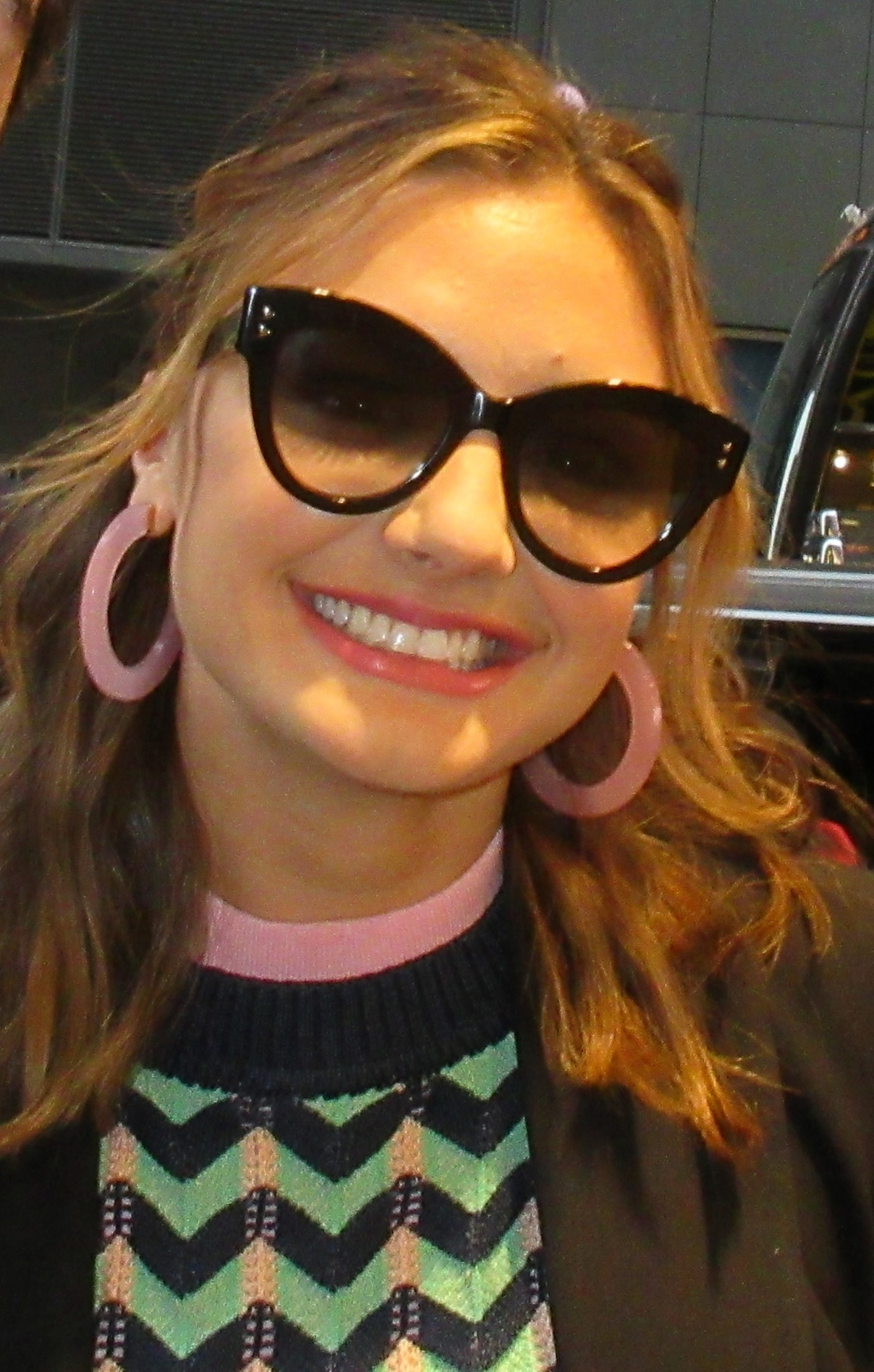
تصویری از کریستین اوانجلیستا در اکتبر۲٠۱۲

کریستین اوانجلیستا (انگلیسی: Christine Evangelista؛ زادهٔ ۲۷ اکتبر ۱۹۸۶) هنرپیشه اهل ایالات متحده آمریکا است.
از فیلم‌ها یا برنامه‌های تلویزیونی که وی در آن نقش داشته‌است می‌توان به همسر خوب، جونزها، برای این خون بریز و کارآموز اشاره کرد.